# Elecciones presidenciales de Estados Unidos de 2000 en Nueva York
La elección presidencial de 2000 Estados Unidos en Nueva York tuvo lugar el 7 de noviembre de 2000. Los votantes eligieron 33 representantes, o electores para el Electoral College, que votaron por  presidente y  vicepresidente.
 Nueva York fue ganado por el titular  Demócrata Vicepresidente de los Estados Unidos Al Gore en una victoria aplastante; Gore recibió el 60.22% de los votos para el 35.22% del  Republicano George W. Bush, un margen de victoria demócrata del 25.00%. Esto marcó la primera vez desde  1964 que un candidato presidencial demócrata ganó más del 60% de los votos en el estado de Nueva York, y solo la segunda vez en la historia, solidificando a Nueva York. estado como un sólido  estado azul en el siglo XXI. Nueva York pesaba aproximadamente un 25% más demócrata que el promedio nacional en las elecciones del 2000.
La clave para la victoria de Gore fue amplios márgenes de victoria en la gran Ciudad de Nueva York y Long Island. Ganó algunos condados en el norte del estado de Nueva York, pero ganó con pequeños márgenes, a excepción de Condado de Albany, Condado de Albany (Nueva York), que votó casi exactamente igual que los resultados de todo el estado. Dado que los candidatos de terceros recibieron más del 4% de los votos, Bush lo hizo muy mal. Aunque, Bush ganó la mayoría de los condados en el norte del estado de Nueva York, incluida su mayor victoria en las zonas rurales  Condado de Hamilton. Bush ganó solo cuatro distritos congresionales, incluyendo distrito 22 de Nueva York, distrito 23 de Nueva York, distrito 27 de Nueva York y distrito 31 de Nueva York. A partir de 2016 esta es la última elección en la que ganó el candidato demócrata  Condado de Montgomery.
- Datos: Q7892960